# 道員
道員（どういん、満洲語：ᡩᠣᠣᠯᡳ
ᡥᠠᡶᠠᠨ、dooli hafan）、または単に道とは、中国の明代・清代の地方の官職の一つで、道尹、道台、道憲、観察、廉車、廉使、観察使などとも呼ばれた。この官職は通例では省と府の間に設けられ、道役所の主官となる。そのほか、「鹽運道員」のような専任の官職もあった。また、布政使・按察使の副官も道員で、前者は「守道」、後者は「巡道」と呼ばれた。
清の乾隆十八年、道員は正四品と定められたが、別の肩書をつけて位階を昇格させることもできた。例えば台湾兵備道は按察使を加えることで、正三品となった。乾隆十八年、全国の道員八十余名だった。嘉慶4年、道員には密折奏事（上封事）を行う権限が与えられた。道員はこの権限を持つ文官の中で最も低い品級だった。
民国元年（1912年）、宣統帝が退位して中華民国が建国され、道員は観察使と改称された。民国3年（1914年）、北洋政府によって道尹と改称された。民国17年（1928年）、国民党の北伐が完了して「道」は廃止され、各省には改めて「行政督察区」が設けられ、「行政督察專員公署」（專署）が行政督察区の行政機関となった。行政長官は「行政督察專員」、略して「行署專員」と呼ばれた。